# Mécanisation
La mécanisation, synonyme de machinisme, est le « processus de développement et de généralisation des machines », connoté généralement négativement, qui s'est amorcé au XVIIIe siècle en Grande-Bretagne puis en France et dans le reste de l'Europe. Elle constitue la principale cause de la Révolution industrielle et s'est appliquée dans tous les secteurs d'activités : agriculture, industrie et tertiaire.
La mécanisation s'inscrit au cœur du phénomène de l’industrialisation, dans la mesure où elle modifie en profondeur les méthodes de production, notamment la productivité, la division et les rythmes de travail.

## Origines
L'usage de machines dans l'activité humaine est très ancien comme nous le montre l'exemple du moulin. Mais la mécanisation à l'origine de l'industrialisation commence dans les entreprises avec le désir des patrons d'augmenter la productivité de leurs employés mais aussi de se libérer de certaines contraintes techniques.

### État précédent 1815

#### La petite horlogerie

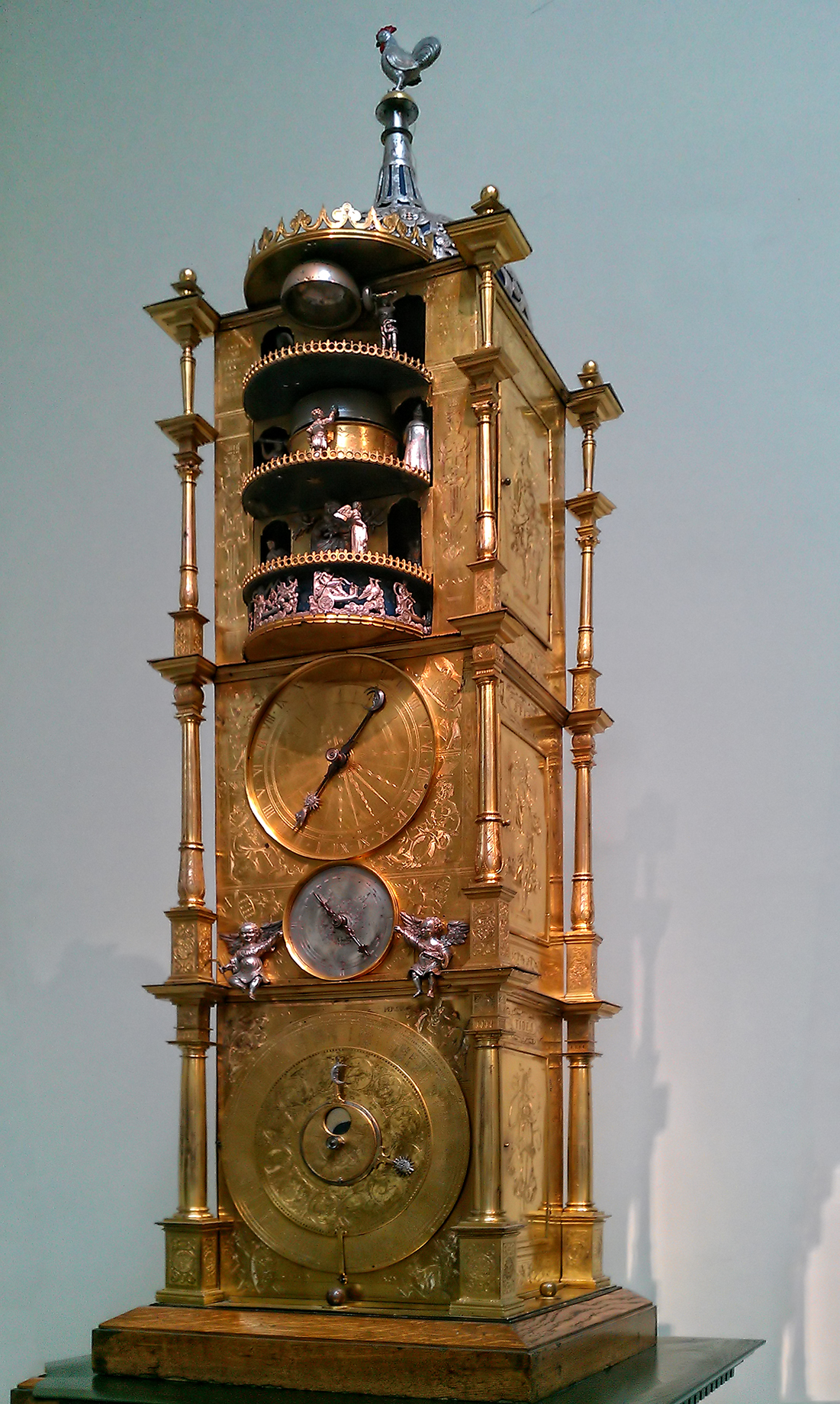
Horloge à automate, Isaac Habrecht - British Museum - XVIe siècle

Poncelet, en 1857, place dans la petite horlogerie l'origine de la plupart des moyens mécaniques de construction qui ont agrandi le domaine des machines en fer et en fonte. Les horloges à automates des vieilles cathédrales par exemple présentent en fait d'organes de transmission et de transformation du mouvement beaucoup des « ingénieuses et originales conceptions » alors utilisées dans les grandes machines « mais demeurées longtemps stériles » ; à ce point de vue comme à celui de l'outillage en général on peut dire que l’Essai sur l'horlogerie de Ferdinand Berthoud offre en 1786, des enseignements précieux, et pour les mathématiques - le tracé géométrique des engrenages cylindriques ou coniques - le Traité de 1752 de Charles Étienne Louis Camus. En effet on n'avait guère songé sauf pour l'horlogerie et les plus petits mécanismes à construire des machines entièrement en fer ou en cuivre. C'est à l'horloger John Kay (en), inventeur de la navette volante) à Warrington que Richard Arkwright dut principalement ses succès dans l'application des machines à la filature automatique du coton (la water frame). Mais ce n'était là encore qu'une tentative établie sur une bien faible échelle, et qui réclamait pour se généraliser et s'étendre aux diverses autres branches d'industrie, une plus large production de fer et de fonte, des moyens d'outillage autrement parfaits, autrement puissants que ceux que l'on possédait en 1769.
Poncelet oppose la société qui se développe basée sur la mécanisation aux sociétés esclavagistes antiques (Rome et la Grèce en tête) pour lesquels le développement passait par l'emploi accru d'esclaves. Il rapproche les machines des pinceaux, burins, règles, compas, ciseaux et marteaux - « dont vivent en s'honorant les artistes de divers genres » - prenant le contre-pied de l'argumentation d'une certaine élite de l'époque qui n'avait pour les arts manuels que du mépris, et pour qui le travail manuel et les inventions mécaniques dégradaient « le génie et les nobles instincts de l'homme ».

### Le progrès technique et son adaptation

#### Le textile, première industrie mécanisée
Au XVIIIe siècle, en Angleterre, les ingénieurs cherchent à faciliter le travail dans le textile. John Kay invente la navette volante pour produire des tissus plus larges, jusqu'alors limités par le réglage de la dimension du tissu sur le bras de l'ouvrier. Cette invention dynamise considérablement le tissage, ce qui crée un déséquilibre dans l'industrie puisque la production de fil ne suit plus. C'est pour cette raison que des ingénieurs cherchent à créer une nouvelle machine à filer.
Le filage était alors réalisé à domicile au moyen d'un rouet par des femmes et des enfants et le produit de plusieurs de ces unités de production était apporté au tisserand. L'invention de différentes machines et leur combinaison aboutit à l'élaboration de la Mule-jenny par Samuel Crompton en 1779. Cette machine était encombrante et obligeait les ouvrières à venir travailler à la filature, mettant un terme au putting out system. Cependant, la productivité et la qualité du produit s'en trouvaient améliorées.

#### La machine à vapeur
La machine à vapeur fut le résultat des apports de plusieurs ingénieurs, comme Denis Papin et l'invention du cylindre piston à vapeur, mais elle fut véritablement efficace et polyvalente lorsque James Watt améliora la machine à balancier de Thomas Newcomen. La machine à vapeur est la première machine maîtrisable par l'homme puisque les machines précédentes étaient soumises aux vents, à l'eau ou à la force animale. C'est donc bien une révolution dans le rapport de l'homme à la nature. Les machines à vapeur peuvent alors être adaptées dans le textile ou dans les mines pour pomper l'eau par exemple. Mais c'est surtout dans le domaine des transports que la machine à vapeur bouleverse les usages. En 1804, Trevithick parvient à faire la première locomotive à vapeur opérationnelle. Le 27 décembre 1825, la première ligne de chemin de fer pour le transport de passagers est ouverte en Angleterre. Ces réussites sont souvent au service du transport du charbon, dont la consommation explose à cette époque, pas seulement pour alimenter les moteurs à vapeur, car la construction de voies ferrées en acier demande beaucoup de charbon. Le développement de l'industrie minière se fait donc parallèlement à la mécanisation.

### Différents modèles
Les pays, en fonction de leurs ressources et de la politique de l'état sont les objets de mécanisation plus ou moins tardives et plus ou moins lentes. La France, par exemple, reste d'abord peu mécanisée alors que l'Angleterre subit des transformations brutales et profondes. La mécanisation française se produit sur un plus long terme, notamment parce qu'elle n'est pas aussi nécessaire qu'en Grande-Bretagne. En effet, la société française est encore très rurale et refuse bien souvent de venir travailler en usine toute l'année. Cette main-d'œuvre saisonnière déserte les usines et les ateliers en été pour retourner travailler aux champs. Dans ces conditions, il est moins intéressant pour les patrons d'investir dans des machines qui ne seront pas utilisées toute l'année. Cette résistance de la population des campagnes face à l'exode rural rime aussi avec le travail à domicile, peu mécanisé. En France, ce n'est qu'avec la Grande Dépression des années 1880-1890 que la pluriactivité commence à disparaître, laissant place à l'exode rural. Une population urbaine est nécessaire ou du moins une population assez dense pour que la mécanisation puisse prendre toute son ampleur. La mécanisation signifie donc le développement de la classe ouvrière et prolétaire.
La mécanisation se transmet au XXe siècle des métropoles vers les colonies qui acceptent plutôt bien l'arrivée des machines. Quelques pays refusent toutefois cette influence occidentale comme le Japon de l'ère Edo. Sous l'effet de l'impérialisme européen les populations colonisées suivent le progrès technique. Cependant certains ont pu voir dans cet effet de l'impérialisme l'origine du sous-développement des aires coloniales d'Asie et d'Afrique du fait de leur dépendance aux technologies des colonisateurs.

## Aspects

### Vers une mécanique du travail

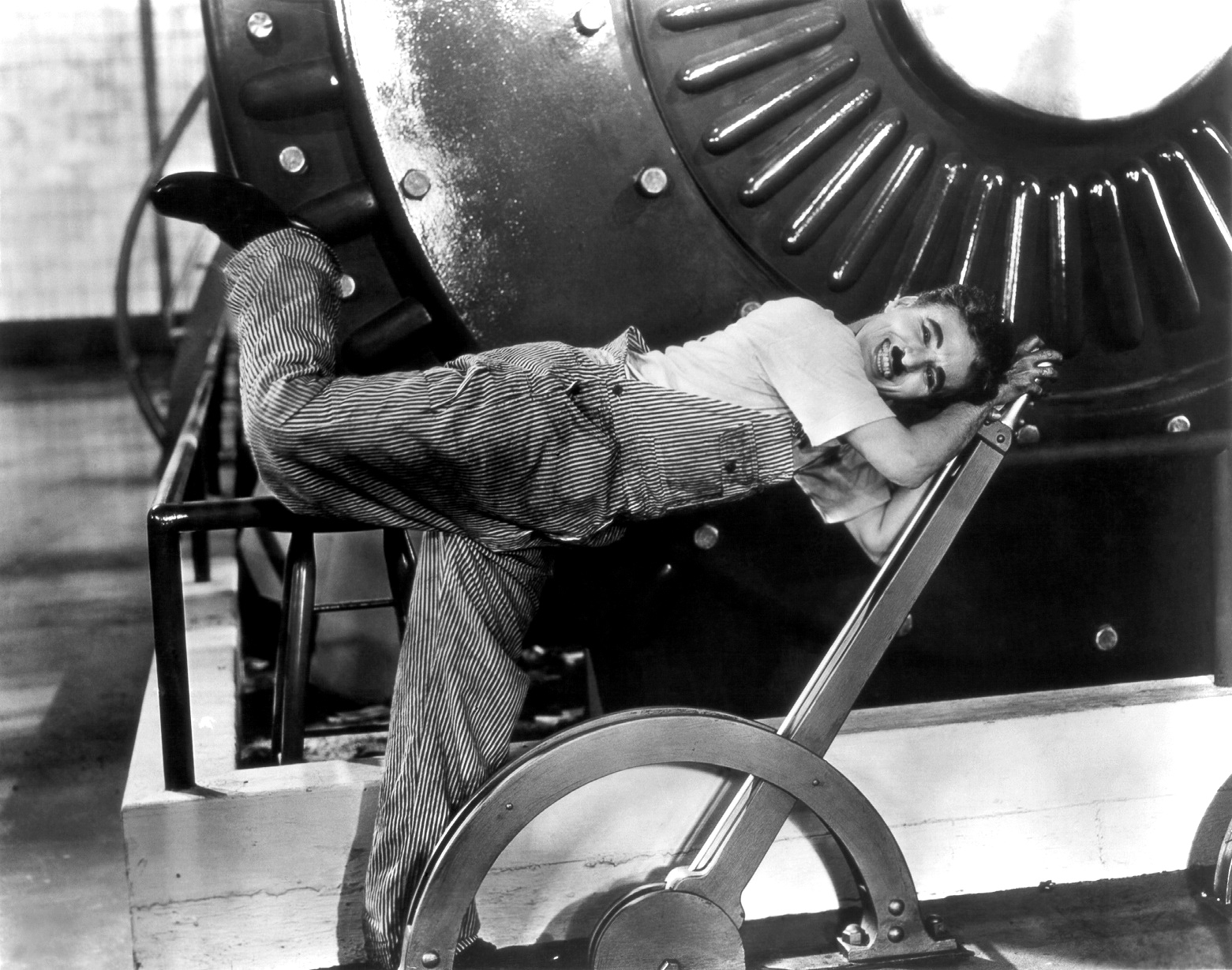
Charlie Chaplin, Les Temps modernes.

Le développement des machines transforme les façons de travailler, en particulier les rythmes. Que ce soit actionnée par l'énergie hydraulique, par les combustibles ou par l'électricité, la machine travaille à un rythme plus soutenu, plus longtemps et avec plus de constance que l'artisan. L'ouvrier dans une industrie mécanisée a un rôle secondaire, il est réduit à apporter des pièces à la machine ou à préparer son travail. L'industrie automobile se trouve être le lieu de la mécanisation du travail la plus aboutie, le travail à la chaîne y étant particulièrement efficace. En donnant à chaque ouvrier un rôle précis dans l'atelier, le patron augmente sa productivité. Cette optimisation des méthodes de travail autour de la machine mènera à une Organisation scientifique du travail théorisée par Taylor. La parcellisation des tâches, le rôle moindre de l'ouvrier aboutissent à une dépersonnalisation et à une dévalorisation du travail. Michelet parle de l'influence de la machine sur les ouvriers en ces termes : « L'esprit n'est plus dans l'ouvrier, il est maintenant passé dans la machine […] ; plus le travail se divise et les machines se perfectionnent, moins l'ouvrier vaut ».

### Les populations face à la mécanisation
Si l'amélioration matérielle de la vie ouvrière est indéniable au XIXe siècle, grâce à l'industrialisation et donc à la mécanisation, les ouvriers sont très réticents à l'utilisation de machines. Dès la fin du XVIIIe siècle, 2 000 ouvriers normands détruisent une machine à filer le coton précocement introduite en France. Cette destruction qui n'est pas un cas isolé traduit l'inquiétude des ouvriers face aux machines qui remplacent le travail de beaucoup d'entre eux. D'une manière générale, le progrès technique est d'abord très mal vécu par la population. Le train est mal perçu parce qu'il défigure l'environnement, parce qu'on craint des effets néfastes des tunnels sur la santé des voyageurs et du fait de l'insécurité qui y règne à ses débuts. Mais les machines instaurent un nouveau rapport au temps, aussi bien dans le cas du chemin de fer, où les horaires doivent être plus ou moins respectés, que dans le cas du chronométrage des temps dans les usines. Karl Marx présente la technique comme un facteur de pénibilité et de concurrence quand elle est au service du capitalisme et qu'elle devrait être un facteur décisif de transformation sociale et de progrès si elle était mise au service de la classe ouvrière.

## Conséquences

### La nécessité du repos
À la fin du XIXe siècle et au début du XXe siècle, la fatigue au travail devient un objet de recherche. La machine impose à l'ouvrier des rythmes plus rapides, des conditions de travail souvent incommodes du fait du bruit, des odeurs ou des vibrations. Face à ces nouveaux phénomènes les patrons et les chercheurs tentent de mieux connaître le problème de la fatigue. La machine ne réduit pas la fatigue de l'homme comme on l'avait espéré mais au contraire, elle asservit l'homme et l'épuise. Pour lutter contre la fatigue les recherches débouchent sur un hymne au sommeil d'au moins 7 heures, la nuit, dans le silence. De même, les temps de travail sont diminués, le droit à la retraite s'étend, les journées se réduisent. Ainsi en 1850, on estime que 70 % du temps de vie éveillé était un temps de travail contre 42 % en 1900 et 18 % en 1980. La journée de 8 heures se répand. Ce mouvement de conquête du temps libre débouche sur l'arrivée au pouvoir du Front populaire qui instaure les congés payés.

### Mécanisation des campagnes
Dans La Terre de Zola publié en 1887, l'auteur nous propose à travers le personnage du paysan Buteau la vision d'une campagne française très hostile aux machines. Et pour cause, la mécanisation des campagnes fut encore plus lente que celle des villes françaises. Mais on peut également étendre cette faible réactivité des campagnes à tout le monde occidental. Si les machines tractées par des chevaux sont communes au XIXe siècle, ce n'est qu'à la fin de la Grande Guerre que les tracteurs deviennent un marché prometteur. Ce retard des campagnes peut se justifier par la nécessité de structures différentes des structures traditionnelles dans les unités de production agricoles: la ferme vivrière, familiale et de taille réduite qui disparaît peu à peu au XIXe et au XXe siècle est incompatible avec la mécanisation agricole, les coûts des tracteurs sont très élevés ainsi que leur entretien qui nécessite en plus un savoir-faire mécanique pour leur maintenance. Seules les très grandes exploitations peuvent se permettre le risque d'un tel investissement, il faut donc attendre que l'exode rural soit assez avancé pour que les propriétaires terriens possèdent des terres plus grandes et que l'achat d'un tracteur se justifie par sa rentabilité.

### Mécanisation et emploi
Les briseurs de machines témoignent bien de la peur que la mécanisation pouvait susciter au sujet de l'emploi, si bien que la mécanisation ne fut pas un processus pacifique et linéaire. Les enquêtes publiques se rangent même de ce côté en donnant la mécanisation comme cause du chômage. Pourtant la réalité de l'influence de la mécanisation sur l'emploi est sujette à débat : la fabrication de machines, le renouvellement et l'entretien du matériel nécessitent un personnel nombreux. On peut constater que l'emploi dans l'ingénierie se développe et que les emplois ouvriers se déplacent de la manufacture à la fabrication de machines à la chaîne qui remplaceront l'artisanat. Dans le domaine de l'automobile, la proportion d'ouvriers peu qualifiés augmente sensiblement tout au long du XXe siècle. Finalement la mécanisation dynamise l'emploi à la condition que la consommation augmente proportionnellement. Ajouté à ce débat l'exode rural, c'est-à-dire un apport massif de main-d'œuvre, la question devient très difficile à résoudre.